# Дженніфер Чандлер
Дженніфер Чандлер (англ. Jennifer Chandler, 13 червня 1959) — американська стрибунка у воду.
Олімпійська чемпіонка 1976 року.
Призерка Чемпіонату світу з водних видів спорту 1978 року.
Переможниця Панамериканських ігор 1975 року.